# Перекати-поле

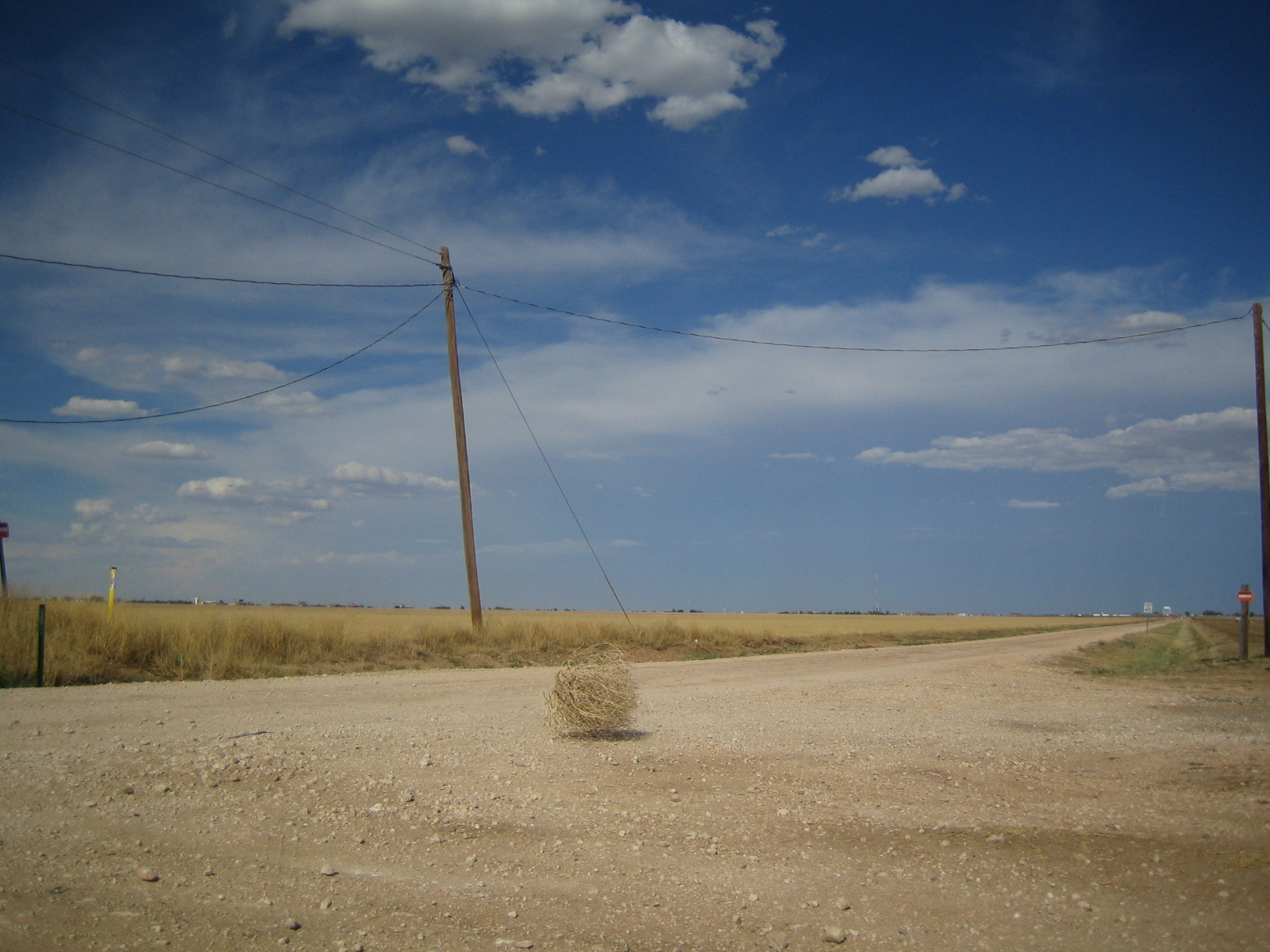
Катящееся перекати-поле

Перекати́-по́ле — травянистое растение, произрастающее в степных или пустынных районах, оставляющее после отмирания особые образования, круглые, овальные и сухие, которые состоят из высохших частей и катаются по ветру в виде иногда довольно больших шаров, рассеивая семена. Начало таким образованиям дают весьма разнообразные растения, в частности, такие, у которых развивается ветвистый, но тонкий стебель с растопыренными ветвями; под осень отмерший и высохший стебель отрывается от корня или прямо с корнем выдёргивается ветром из земли, а затем переносится им по полям и степям. По пути такой стебель захватывает соломинки, веточки других особо цепких растений и под конец скатывается в довольно большой ком. В Сибири, а возможно, и в других местах, имеет название «катун».
Данная эволюционная стратегия образовывалась много раз и в разных местах перекати-поле может получаться из разных растений (качим, кермек и др.).
Из однодольных ему может дать начало Спаржа лекарственная (Asparagus officinalis).
Из двудольных очень многие растения, а именно:
- из семейства Капустные — Sisymbrium pannonicum Jacq.
- из семейства Гвоздичные — Качим метельчатый (Gypsophila paniculata L.)
- из семейства Маревые — Рогач песчаный (Ceratocarpus arenarius L.), Salsola kali L., Agriophyllum arenarium M.Bieb.
- из семейства Зонтичные — Cachrys odontalgica Pall., Синеголовник плосколистный (Eryngium planum L.) и синеголовник полевой (Eryngium campestre L.); Резак (Falcaria vulgaris Bernh.);
- из семейства Свинчатковые — некоторые степные и пустынные виды родов Кермек (Limonium) и Гониолимон (Goniolimon)[1], в том числе Кермек Гмелина (Limonium gmelinii);
- из семейства Яснотковые — Котовник мелкоцветковый (Nepeta parviflora M.Bieb.); Чистец византийский (Stachys byzantina K.Koch) и Phlomis herba-venti L.;
- из семейства Астровые — Колючник обыкновенный (Carlina vulgaris L.), некоторые виды василька: Centaurea diffusa Lam., Centaurea ovina Pall.

## В культуре
В переносном смысле под «перекати-полем» подразумевают людей, которые постоянно кочуют, перемещаются с места на место. В этом значении tumbleweed часто встречается в американской фолк-музыке и музыке кантри, где оно является синонимом других слов для обозначения бродяг: rolling stone и hit the road.
Благодаря вестернам перекати-поле стало американским символом. Его используют в медиа, чтобы подчеркнуть заброшенный, засушливый, безлюдный характер места.
У кочевых тюркских народов Великой степи, особенно у ногайцев, перекати-поле (камбак) является символом кочевого быта, а также народа, лишённого постоянной родины.

## Использование
Используется в качестве резервного корма для пастбищных животных во время засухи. В прошлом в некоторых племенах припарки и компрессы из пережёванных растений наносились на укусы муравьёв, пчёл и ос как противовоспалительное средство.

## Наносимый вред и борьба

Перекати-поле, остановленные проволочной оградой

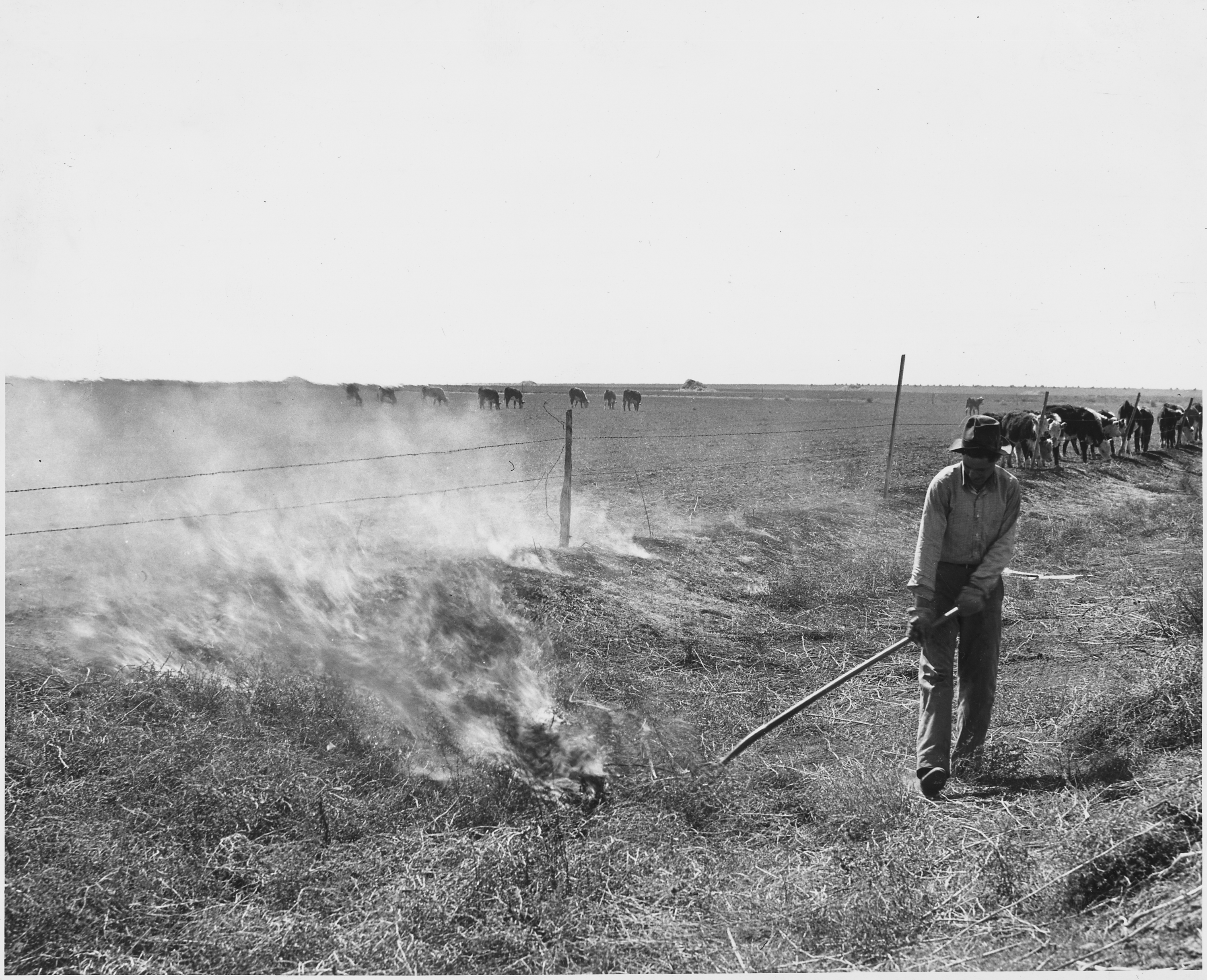
Фермер сжигает перекати-поле у ограды

Большинство растений перекати-поле являются опасными сорняками и их набеги наносят большой вред сельскохозяйственным угодьям. В США фермеры ведут борьбу с ними, чаще всего сооружая проволочные изгороди, задерживающие перекати-поле, после чего остановленные растения сжигают.
Перекати-поле массово проникает в степные города, засоряя дворы, дороги, тротуары и создавая пожарную опасность.
Большой вред перекати-поле наносит авиационному, автомобильному и железнодорожному сообщению. В России, в частности, такую проблему испытывают аэропорт Волгограда и автодорога Е119 в Астраханской области. В США практически все хайвеи в той или иной степени страдают от перекати-поле. На участках дорог, где наблюдается массовый вынос перекати-поле, устанавливают ограждения. На железнодорожном транспорте перекати-поле, массово зацепляясь за рельсовый путь, хоть и не препятствует движению подвижного состава, но нарушает работу устройств СЦБ и может заблокировать стрелочный перевод. Известно большое количество случаев происшествий по этой причине, наиболее значимым из которых стал сход с рельсов грузового поезда на станции Кутан Северо-Кавказской железной дороги 4 декабря 2012 года.

## В искусстве
Сцены с показом перекати-поля часто используются в кинематографе, в частности в фильмах-вестернах.
В фантастическом кинематографе имеется случай оживления перекати-поле, которое преследует героев фильма и пытается их убить — в фильме «Крик тишины» (телесериал «За гранью возможного» 1963—1965 годов, 6 серия 2 сезона).

## Факты
Перекати-поле Kali tragus из семейства Амарантовые (в США это растение более известно как Russian thistle — «русский чертополох») — доминирующий вид растений, живущий в кратере Седан, образованном ядерным взрывом в пустыне Невада.